# Оболенский, Алексей Васильевич (1877)
Князь Алексе́й Васи́льевич Оболе́нский (1877 — 1969) — русский политик, член ЦК партии октябристов, гласный Санкт-Петербургской городской думы.

## Биография
Происходил из старинного княжеского рода Оболенских. Сын московского вице-губернатора князя Василия Васильевича Оболенского (1846—1890) и княжны Марии Алексеевны, урождённой Долгоруковой (1851—1930).
Окончил лицей цесаревича Николая (1895) и юридический факультет Московского университета со степенью кандидата права (1898).
Поступил на службу по Министерству внутренних дел, состоял чиновником особых поручений при виленском генерал-губернаторе. В 1903 году был переведен на должность секретаря департамента Общих дел, в 1906 году назначен чиновником особых поручений при министре внутренних дел Столыпине.
Занимался общественной деятельностью: с возникновением Союза 17 октября вступил в число его членов, состоял секретарем городского совета и членом ЦК партии, в 1906 году был избран гласным Санкт-Петербургской городской думы, входя в состав прогрессивной партии. Участвовал в реставрации Ферапонтова монастыря. Был награждён орденом Св. Анны 2-й степени и орденом Св. Станислава 2-й степени.
После революции эмигрировал в Финляндию, в 1939 году переехал в Швецию. Состоял председателем общества помощи русским беженцам, вместе с супругой стал одним из основателей Общества ревнителей русской старины. Написал книгу «Мои воспоминания и размышления».
Скончался 21 ноября 1969 года в Стокгольме.

## Семья
Был женат на Ольге Алексеевне Прозоровой, дочери предпринимателя А. Я. Прозорова. Оба похоронены на Лесном кладбище в Стокгольме. Дочь Мария (1907—14.04.1914), умерла от скарлатины, похоронена при церкви села Коренёво Московской губернии.

## Сочинения
- Мои воспоминания и размышления (недоступная ссылка). Стокгольм—Брюссель: издание журнала «Родные перезвоны», 1961.